# トラニラスト
トラニラスト（Tranilast）は、内服または点眼でアレルギー性疾患の治療に用いられるほか、内服薬はケロイドや肥厚性瘢痕の治療にも用いられる。肥満細胞や炎症細胞からの様々な化学伝達物質の遊離を抑制してI型アレルギー反応を抑えるほか、TGF-β1の遊離抑制作用等で線維芽細胞のコラーゲン合成を抑制し、ケロイド形成を抑えることができる。ナンテン配糖体（ナンジノシド）の研究を基にキッセイ薬品工業が開発した。

## 適応
日本では1982年6月に気管支喘息、1985年8月にアレルギー性鼻炎、アトピー性皮膚炎、1993年10月にケロイド、肥厚性瘢痕、1995年9月にアレルギー性結膜炎の承認を取得した。商品名リザベンで、ジェネリック医薬品もある。
2014年1月15日より、医療用と同濃度の点眼薬「アルガードプレテクト」「アルフィットEX」（ロート製薬）が、一般用医薬品第1類医薬品で発売となり、2017年9月に第2類に変更になった。さらに2019年12月、抗炎症成分プラノプロフェンを加えた「アルガードクリニカルショット」なども第2類で発売となっている。

## 効能・効果
- 内服薬：気管支喘息、アレルギー性鼻炎、アトピー性皮膚炎、ケロイド・肥厚性瘢痕[5]
- 点眼薬：アレルギー性結膜炎[6]

## 副作用
内服薬の治験では副作用は通算で5.3%に見られ、その主なものは消化管障害（嘔気、腹痛、胃部不快感、食欲不振、下痢等）、肝臓・胆管系障害（肝機能異常、ALT（GPT）上昇、AST（GOT）上昇、Al-P上昇等）のほか、発疹、頻尿であった。点眼薬の治験では副作用発現率は1.5%であり、主な内訳は、刺激感、眼瞼炎、眼瘙痒感、眼瞼皮膚炎等であった。
重大な副作用は、下記のものが内服薬にのみ設定されている。
- 膀胱炎様症状、肝機能障害、黄疸、腎機能障害、
- 白血球減少、血小板減少

## 作用機序
トラニラストは末梢血白血球からのヒスタミン遊離を濃度依存的に抑制する他、抗原刺激による肺組織からのロイコトリエンB4、C4、D4の遊離を抑制する。また、腹腔・胸腔液中への血小板活性化因子(PAF)の遊離を濃度依存的に抑制するうえ、ヒトの単球やマクロファージでのプロスタグランジンE2産生やTGF-β1産生・放出を濃度依存的に抑制する。
さらに、好中球での活性酸素産生を抑制する。
血管内皮でのIL-6生成を阻害する。
線維芽細胞でのコラーゲン合成を阻害して、神経線維腫細胞の成長を妨げる。

## 臨床試験
3つの小規模臨床試験で結果が確認された後、トラニラストを経皮的冠動脈形成術後の再狭窄予防に用いる大規模臨床試験（PRESTO試験）が実施されたが、有効性は見られなかった。
薬剤溶出性ステント留置後の増殖抑制薬として研究された事がある。
関節リウマチに対する第II相臨床試験が実施されたが、結果は公表されていない。
トラニラストを翼状片切除術の術前補助療法に応用する第III相臨床試験が実施されたが、結果はトラニラストの有効性を示す事はできなかった。